# 森谷佳奈のはきださNIGHT!
『森谷佳奈のはきださNIGHT!』（もりたにかなのはきださナイト!）は、山陰放送（BSSラジオ）で2016年4月4日より毎週月曜日に生放送されているラジオ番組で、BSSアナウンサー森谷佳奈の冠番組である。

## 概要
「SNSであなたとつながる新感覚ラジオ」を合言葉に、リスナーからのはきだしをX（旧・Twitter）とメールにて受付、紹介する。
当初は毎週フリーテーマでメッセージを募集していたが、番組開始から約1カ月後に「はきだしテーマ」と題した週替わりのテーマ設定が行われることになった。
かつて日曜深夜に放送されたしんじないと倶楽部（DJ：山根伸志）同様にジングルや効果音が数多く存在する。
BSSのローカル番組であるが、YouTube Liveでの配信やradikoプレミアムによるリスナーも多く、BSSの放送対象地域たる山陰地方外からメッセージが届くことも珍しくない。森谷は、「47都道府県全てのリスナーからメッセージを頂き、全国制覇することを目標」と番組内で宣言しており、2018年3月12日の放送における高知県からの投稿をもって達成した。
本編の終了後にはYouTube Liveにて「復習編」と題したおまけ配信も行っている。
2022年には当番組での活躍が評価され、パーソナリティの森谷がギャラクシー賞ラジオ部門DJパーソナリティ賞を受賞した。
番組最後は「ばいば!」と締める。放送開始当初は「ばいばーい」と締めていたが、前述通りメッセージが各地から届くようになるとエンディングで紹介する数が増え、話が盛り上がりすぎた結果、次番組とのステーションブレイクが迫り、駆け足で次回予告とあいさつを行ったものの間に合わず「ばいばーい」でCM入りしてしまい、それがXや配信で広まったことからそのまま締めの挨拶として使用することとなったことによる。

## 放送時間
- 月曜21:00 - 22:00（2016年4月4日 - 2018年10月1日）
- 月曜21:00 - 22:30（2018年10月8日 - 2019年9月23日）
- 月曜20:00 - 22:00（2019年9月30日 - ）

## 出演者
- パーソナリティー - 森谷佳奈
- コーナー出演 - 古原奈々（『めざせ、おジングル職人!』『リスナーアカデミー』に出演）
- 不定期出演 - 比和谷恭子（元BSSアナウンサー、現・フリーアナウンサー）
  - BSS在籍時代は報道部所属のため、普段はラジオに出演することが一切ない比和谷だが、「音楽スペシャル」「年越しスペシャル」など特別編の際にゲストとして不定期で登場することが多い。そのほか、2022年4月18日には体調不良だった森谷の代理としてスタジオに登場した（後述）。

## コーナー
毎週お届けする『はきだしメール紹介』『今夜のあて』と不定期コーナーである『Push!Push!Push!』『リスナー★解体新書』を除き、概ね月1回ずつ（一部コーナーは隔月1回ずつ）の週替わりとなっている。なお、古原の出演するコーナーはスケジュールの都合上事前収録となる。
はきだしメール紹介
毎週テーマに沿ったリスナーの「はきだし」を紹介する。また、番組中盤には「メドレーではきだし」と称し、ある時節テーマ（バレンタイン・クリスマスなど）または1人もしくは1組のアーティスト4曲程度をBGMにしながらはきだしメールを紹介している。その週、最も森谷の心に刺さったはきだしを送ったリスナーには「はきだし王」の称号が与えられ、月間、年間でチャンピオンを決めている。なお、年4回発生する月第5週に当たる時は、はきだしテーマメールは原則お休みとしてフリーメッセージ（いわゆる「ふつおた」）で進行するが、はきだし王の称号はない。その代わり、特別企画として音楽リクエストなどを行うこともある。
Push!Push!Push!
BSSのレコード室に届く新譜の中から、森谷の選んだ楽曲を1曲流す。森谷が街頭インタビューに出て、インタビューを受けた人の推薦曲を流す事も有る。当初は毎週行われていたが、現在は不定期コーナーとなっている。ゲストが登場する事も有る。
めざせ、おジングル職人!
毎月定められたテーマ（6月であれば「雨」など）に沿って、リスナーからジングル案を募集し、森谷・古原がジングルを制作するコーナー。制作されたジングルは実際に1ヵ月間使用される。
リスナーアカデミー
月に一度のコーナー。リスナーは"リスナーアカデミー"と言う架空の学校に通う生徒と言う設定のもと、森谷・古原から出題される"課題”に回答する大喜利コーナー。「リスアカ」と略される。
一度読まれるごとに森谷の独断と偏見で1～3ポイントがリスナーに与えられるが、あまりに酷いネタについては「ゾンビタウン」、なげやりなネタについては「なげやり館」などに送り込まれ減点や1回休みなどの措置が取られることもある。ポイントを貯め格付けを上げることでオリジナルプレゼントを受け取ることができる。
リスナー★解体新書
リスナー（主に若者、特に学生が多い）が電話で出演し、森谷とともに最近のリスナーは何に興味があるのかなどを追究する。以前は「若者★解体新書」というコーナータイトルで、米子工業高等専門学校の生徒やアナウンサーを目指す学生リスナーなどが出演していた。最近ではコーナーの穴埋めとして使われるなどで不定期になることが多いが、最低月1回は設けている。
これって可能性ありますか？
可能性があるか（脈ありか）どうかを聞くリスナーからのメールに、森谷が9割方可能性がないと一蹴するコーナー。
妄想リクエスト
2020年2月3日に番組放送200回目を迎えたことによる記念企画「おうちで放送作家」内でリスナーに考案され、投票の結果誕生したコーナーである。
本番組のリスナーの得意分野である、「妄想すること」が存分に活かされたコーナー。
とびきりの妄想と、その妄想に合った曲のリクエストを送る。
和尚に相談しナイト
2022年10月24日から毎月第4月曜日に設けたコーナー。
愛知県愛西市にある浄土宗励声山大法寺の住職「ラジ和尚」こと長谷雄蓮華とリモートで結び、リスナーからの悩みを相談するコーナー。
なお長谷雄は、この番組の直前である19:00に中京広域圏（愛知・岐阜・三重の東海3県）が放送エリアのCBCラジオで生放送中のローカル番組『ラジ和尚・長谷雄蓮華のちょっと、かけこまナイト!』にも出演しており、番組本番終了後名古屋から毎月リモートで出演している。このコーナー開始に伴い、後述の「今夜のあて」で月一回登場の飲食店同様、大法寺も月一回のコーナースポンサーに名を連ねている（ただし、提供クレジット・CMは流れない）。
kanayoruトレーニングジム
「ダイエットしたい」、「健康になりたい」などと考えているリスナーに電話をつなぎ、森谷が設定したトレーニング内容を提案するコーナー。提案を受けたリスナーはトレーニング内容を毎日Twitterで報告するのがルール。また森谷自身も同様の内容でトレーニングを行い、随時Twitterで報告を行う。一時期休止期間もあったが現在は不定期で行っている。
鳥取県に来てごしナイト
鳥取県に移住・定住を考えてる人に、鳥取県の生活と魅力を実際の移住者・定住者にインタビューするコーナー。自治体の鳥取県がコーナースポンサーとして名を連ねており（ただしCMは流れない）、都道府県人口最少である鳥取県の移住・定住を応援している。基本的に奇数月の第3月曜日にコーナーを設けている。
今夜のあて
インターネット上の情報を頼りに、IHクッキングヒーターや電子レンジを使用し、料理が不得手な森谷でも簡単に作ることができる「美味しい一品」を番組放送中にスタジオ内で生クッキング（場合によっては下準備で放送前に調理が完了していることもある）。
そして、「聞いていて心地よい咀嚼音」「ASMR」を意識して、森谷がマイクの前で、放送中にスタジオ内で作られた「あて」を食べるというコーナー。
毎週行われている。番組が2時間放送に枠大したときから開始。森谷が空腹になるという21:30頃から始まる。
また、リスナーがどのような「あて」を食べているか、森谷がTwiiterでリスナーのツイートを見て紹介をすることもある。
2021年10月11日からは、毎月第2月曜日に、東京都文京区音羽にあるイタリアンレストラン「スペランツァ」の店長が電話出演し、森谷がスタジオで生料理を披露することになった。
そのきっかけは、前述の「リスナー★解体新書」で「スペランツァ」の店長が電話に出た際、店長が「乃木坂46の山崎怜奈さんがこの番組のファンで、（この番組を）紹介しているのを聞いてradikoで聴き始めた。」と語り、それ以来当番組のヘビーリスナーであったと証言した。これが縁で、毎月第2月曜日に番組のスポンサーとなり、同時に電話出演することになった。当初は3ヶ月のみの契約だったが、その後大反響となって契約を3ヶ月、半年と随時更新、その繰り返しを経て9月の放送を以って一旦終了する予定だったが、森谷の継続要望もあり10月以降も引き続き出演している。山陰のローカル番組にもかかわらず放送区域外である東京の個人飲食店がスポンサーになるのは極めて異例（ただし、提供クレジット・CMは番組内で流れない）。
2022年12月19日からは、森谷の行きつけ店である米子市新開の個人飲食店「BALふりーだむ」のはっしー店長がスタジオ出演、生料理を披露することとなった。基本月1回の出演で、前述の12月19日に続いて2023年1月16日にも出演し、2月以降は毎月第1月曜日に出演。こちらも月一回のコーナースポンサーとして扱っている（ただし、こちらも提供クレジット・CMは流れない）。
なお、かつては後述の「美食パンで世界征服！」のコーナーが行われた放送では、このコーナーは行われないことがあった。
この他、普通のお便りも募集している。

### 過去のコーナー
めざせ、声優王
隔週コーナーで、2017年3月をもって終了。森谷と声優の古原が、リスナー1人を「チャレンジリスナー」として迎え様々なシチュエーションでの声優に挑戦してもらう。このコーナーのみ事前収録であり、リスナーはBSSに出向く、もしくは電話にて収録に参加する。月末の放送では、翌月に流すジングルを制作する事もあった。ジングル制作については「めざせ、ジングル職人!」に引き継がれている。
らじぽーと山陰
2018年3月12日の放送をもって終了。森谷も出演しているBSSテレビ『テレポート山陰』のパロディとなっており、テーマに沿ってリスナーが投稿するスクープを紹介する。森谷・古原の他、合いの手として『テレポート山陰』のメインキャスター宇田川修一も登場する（全て事前収録の音源）。
教えて、保健室の先生
森谷が保健室の先生になりきり、リスナーの相談に答える。最後には、「○○ぐすり!!」と称して、相談を送ってきたリスナーの薬を処方する。あくまでもラジオ番組ではあるものの、保健室の先生になりきる為必ず白衣を着て放送に臨んでおり、Periscopeではその様子も確認することが出来る。週によっては生放送のスタジオに直接リスナーを招き入れ、相談に乗る。終了告知はなされていないが、2018年大晦日の特別番組にて森谷は「あのコーナーは過去のコーナー」と発言している。
あなただけに送りたい1曲
リスナーの悩みや感じていることに対し、森谷がセレクトした1曲を流している。現在、不定期で行っている。
森谷佳奈に褒められNIGHT！
前述の「妄想リクエスト」と同様、2020年2月3日に番組放送200回を迎えたことによる記念企画「おうちで放送作家」内でリスナーに考案され、投票の結果誕生したコーナーである。
普段はリスナーに対して厳しい言葉を放つことが多い森谷。
しかし、そんな森谷がこのコーナー内では通称「エンジェル・カナ」になりきり、リスナーからの褒めて欲しい内容に対して無理矢理でも褒めちぎるというコーナー。褒めて欲しい内容は、些細なことでも可。
2020年5月11日に本コーナーが行われ、多くのリスナーからは高評価だったものの、森谷自身が「エンジェル・カナ」になりきることがしんどいという理由で、2020年7月末時点では、5月11日以降一度も行われていない。
美食パンで世界征服！
2020年3月から2021年6月まで月に一回のペースで放送した。山陰発で全国的に人気のある、美食パン専門店「GaLaブレッドジャパン」の商品の魅力にせまるコーナー。リスナーへのプレゼント企画がある場合もある。コーナーが行われる放送では、先述の「今夜のあて」は行われないことが多かった。

## エピソード

### 2016年
- 4月24日 - この日に放送された「爆笑問題の日曜サンデー」（TBSラジオ）の企画「全日本ラジオ新番組選手権2016」にて当番組の初回オープニング、および「教えて、保健室の先生」の様子が紹介され、リスナー投票によりグランプリを獲得した[7]。当日の「日曜サンデー」には森谷が電話出演した他、翌4月25日に放送された「はきださNIGHT!」において前日の「日曜サンデー」の内容が一部放送された。
  - 太田光は以後radikoプレミアムを利用して時間があるときには聴いていることの発言があった。
- 6月20日 - 「教えて、保健室の先生」に登場したリスナーの質問により、森谷の体重が53.8kgであることがカミングアウトされた。同日以降もUstreamにて度々森谷の体重測定が行われている。

### 2017年
- 7月3日 - 通常放送終了後、隣の広島にあるRCCラジオ『RadiPrism』の動道歩美が乱入。ほぼなし崩し的に第5スタジオはいることになり、22時台は米子にいる森谷と動道、広島にいるカンダマサヨシと松岡真鈴がかけあう形となった。放送上でもRadikoプレミアムを使ってあちこちのラジオを聴いていると公言している森谷であるが『RadiPrism』も聴いていたという[8]。
- 9月9日 - SBSラジオの番組『テキトーナイト!!』に森谷が出演し、『テキトーにはきださNIGHT!』としてコラボレーションした[9]。
- 12月31日 - 『森谷佳奈のはきださNIGHT! まさか、まさかの年越しスペシャル!』と題した年越し特番を放送。2017年の年間MVPの決定や、リスナーによる初詣リポートなどを行った。

### 2018年
- 10月8日 - 放送時間が1時間30分に拡大。
- 11月12日 - 編成の都合上、23:00まで放送時間を拡大して放送。
- 12月29日 - SBSラジオ『テキトーナイト!!』担当の鬼頭里枝とMBCラジオ『てゲてゲハイスクール』『#てゲてゲハウス』担当の岩﨑弘志と森谷の3人共演による特別番組『テキトーナイトスペシャル てゲてゲにはきださNIGHT!』をSBSのスタジオから3局ネットで放送。
- 12月31日 - 『森谷佳奈のはきださNight！〜みんなで一緒に年越しスペシャル〜』と題した年越し特番を放送。

### 2019年
- 9月21日 - SBSラジオ『テキトーナイト!!』の放送枠で、BSSのスタジオから鬼頭里枝と森谷の共演による『テキトーにはきださNIGHT!』を生放送。
- 9月22日 - BSSラジオの特番として、鬼頭里枝と森谷の共演による『テキトーにはきださNIGHT!』の公開収録。放送は9月29日。
- 9月30日 - 放送時間が2時間に拡大。
  - なお、放送開始時間が20:00に設定されたことにより、山陰放送では2019年度から2021年度まで、各年度下半期・月曜日の『アフター6ジャンクション』（TBSラジオ制作、平日18:00 - 21:00）の一部時間帯の同時ネットを一旦中断（他曜日は20時台のみ同時ネット）。その後、2022年度下半期・月曜日は19時台のみネットを実施している。
  - 『アフター6ジャンクション』については、2023年10月から『アフター6ジャンクション2』に改題して月 - 木曜日22:00 - 23:30（後に2024年2月から23:55までに拡大）の放送となることを同年8月29日（火曜日）に発表。従って、山陰放送では『アフター6ジャンクション』としてのネットは同年9月26日（火曜日）で終了。『アフター6ジャンクション』が放送されていた時間帯には『荻上チキ・Session』（TBSラジオ制作、関東ローカルで2023年9月まで平日15:30 - 17:50に放送）が放送時間変更・枠拡大で編成。山陰放送では月曜日において2022年度下半期に『アフター6ジャンクション』を同時ネットしていた19時台に『荻上チキ・Session』を同時ネットして対応。2025年4月より『アフター6ジャンクション2』を火曜日20時台のみ同時ネットを開始したが、月曜日に関しては当番組の裏番組となっている。
- 12月28日 - 前年に引き続き、鬼頭里枝・岩﨑弘志・森谷の3人共演による特別番組『テキトーナイトスペシャル てゲてゲにはきださNIGHT!』をSBSのスタジオから3局ネットで放送。
- 12月31日 - 年越し特番『森谷佳奈のはきださNight!～今年もいろいろはきだしましたSP～』を放送。この放送に際し、番組のリスナーである乃木坂46の山崎怜奈がメッセージを送信していた[10]。

### 2020年
- 7月13日 - 乃木坂46の山崎怜奈が番組にゲスト出演した[11]。
- 12月31日 - 例年に倣い、年越し特番『森谷佳奈のはきださNight!～年越しはラジオに全集中スペシャル～』を放送。
  - 「鬼滅の刃」から取って付けたサブタイトルである「～年越しはラジオに全集中スペシャル～」は、森谷自身は仮案のつもりだったが、そのまま採用されてしまい、番組表やradikoのサムネイルにも記載された。しかし、番組タイトルコールは「年越しスペシャル」と改められていた。
  - ゲストは、（当時）BSSアナウンサー比和谷恭子。

### 2021年
- 3月13日 - 『テキトーナイトスペシャル てゲてゲにはきださNight! PART3 ～みんなで妄想修学旅行～』をSBS・BSS・MBCの3局ネットで放送。鬼頭里枝・森谷・岩﨑弘志は自局スタジオからリモート中継で出演。
- 12月31日 - 『森谷佳奈のはきださNight!年越しスペシャル』を放送。

### 2022年
- 3月12日 - 『テキトーナイトスペシャル てゲてゲにはきださNight!』をSBS・BSS・MBCの3局ネットで放送。昨年同様、3人は自局スタジオからリモート中継で出演。なお、SBSの「テキトーナイト!!」は3月26日をもって最終回を迎えた。
- 4月11日 - 森谷が体調不良により出演休止となり、中島早也佳アナウンサーと大村陽一ディレクターが代理で出演し、番組の過去の音源からパーソナリティー森谷の変遷を振り返った。
- 4月18日 - 元BSSアナ（2021年9月退社）の比和谷恭子が代理のメインパーソナリティーとしてスタジオ出演。森谷はスタジオ外からリモート中継の出演となった。
- 6月1日 - 第59回ギャラクシー賞贈賞式が行われ、ラジオ部門DJパーソナリティ賞を受賞した森谷が参加。式では山崎怜奈からのVTRコメントも流された。
- 6月2日 - 番組スポンサーである東京都文京区のイタリアンレストラン「スペランツァ」にて、公開録音を実施。当日の様子は同月13日の番組内で放送された。
- 6月13日 - BSSテレビにて、当番組のテレビ版とも言える特別番組、『森谷佳奈のはきださNight（裏）』を放送。番組内ではギャラクシー賞贈賞式当日の様子や、森谷のインタビューなどが流された。
- 7月25日 - 奥華子をゲストに迎えた。
- 10月9日 - イオン松江ショッピングセンターにて、公開録音を実施。当日の様子は同月23日に放送された。

### 2023年
- 1月9日 - ジャパネットたかたの馬場雄二 との初コラボが実現した[12]。
- 10月30日 - 番組内でエフエム山陰『中尾真亜理の月刊FMお嬢』のメインパーソナリティーでもある日本海テレビアナウンサーの中尾真亜理と会った時のお話をした[13][14][15]。ちなみに、2023年10月31日の『中尾真亜理の月刊FMお嬢』でも中尾が森谷と会った時のお話をした[16]。なお、森谷と中尾は就職活動時から親交があり、それぞれのLINE、X（旧Twitter）、Instagramで登場し合っている[17][18][19][20][21][22][23]。
- 11月6日 - 前回に引き続き、番組内で中尾と会った時のお話をした[24][25]。
- 11月7日 - 番組スポンサーである東京都文京区のイタリアンレストラン「スペランツァ」にて、『はきださNight!オフ会in SPERANZA』を開催[26]。

### 2024年
- 1月27日 - 米子産業体育館にて実施された「GX.FES」において、『森谷佳奈のはきださNIGHT!特別編「再生可能エネルギーで公開録音!これって可能性ありますか?」』の公開録音を実施。当日の様子は2月18日に放送された。
- 3月17日 - スピンオフ番組『森谷佳奈のはきださNight!特別編〜弥生の王国を知らナイト!〜』を放送。
- 5月3日 - イオン松江ショッピングセンターにて、2回目となる公開録音を実施。当日の様子は同月19日に放送された。

## 関連番組
- 爆笑問題の日曜サンデー（番組の企画「全日本ラジオ新番組選手権2016」にてグランプリを獲得している。）
- テキトーナイト!!（過去にコラボ放送を行ったことがある。）
- てゲてゲハイスクール（過去にコラボ放送を行ったことがある。）
- ラジオBar南国の夜（複数回にわたり、番組内で森谷の名前を紹介しており、2019年8月31日のラジオBar南国の夜3度目の生放送でコラボ放送が実現した。）